# Благородные попугаи
Благородные попугаи (лат. Tanygnathus) — род птиц из семейства Psittaculidae.
Его представители обитают в Юго-Восточной Азии и Меланезии.

## Таксономия
Род Tanygnathus был введен немецким естествоиспытателем И́оганном Гео́ргом Ва́глером в 1832 году. Типовым видом был впоследствии назначен Tanygnathus megalorynchos английским зоологом Джорджем Робертом Греем в 1840. Название Tanygnathus сочетает в себе др.-греч. τανυω — «протягивать» и др.-греч. γναθος — «челюсть».
В состав рода включают пять видов:
- Tanygnathus megalorynchos — Черноплечий благородный попугай
- Tanygnathus lucionensis — Синешапочный благородный попугай
- Tanygnathus everetti
- Tanygnathus sumatranus — Мюллеров благородный попугай
- Tanygnathus gramineus — Чернолобый благородный попугай